# Halisotoma maritima
Halisotoma maritima är en urinsektsart som först beskrevs av Tycho Fredrik Hugo Tullberg 1871.  Halisotoma maritima ingår i släktet Halisotoma och familjen Isotomidae. Arten är reproducerande i Sverige. Inga underarter finns listade i Catalogue of Life.